# کتابخانه عمومی برگن
کتابخانه عمومی برگن (نروژی: Bergen offentlige bibliotek) یک کتابخانه عمومی در محدوده شهرداری برگن، در کشور نروژ است.
 این کتابخانه، علاوه بر شعبه مرکزی، دارای ۶ شعبه فرعی است، که در نقاط مختلف محدوده شهرداری برگن، واقع شده‌اند.
 در سال ۲۰۱۷ میلادی، بعد از افزایش چشمگیر شمار کاربران، کتابخانه عمومی برگن، موفق به دریافت جایزه گسترش ارتباط مردمی شد. یکی از دلایل تعلق این جایزه، علاوه بر افزایش تعداد کاربران، توجه و ترتیب اثر به بازخورد کاربران عادی کتابخانه بوده‌است.

## ذخایر
کتابخانه عمومی برگن، مالک ذخیره ویژه ای شامل: مجموعه ای از تاریخچه چاپ تمام مطالب منتشر شده، در دوره سال‌های بین ۱۷۲۱ تا ۱۹۰۰م؛ در برگن؛ مجموعه آثار لودویگ هولبرگ؛ و مجموعه ای مشتمل بر حدود ۶۰۰۰۰ نت موسیقی کلاسیک؛ و همچنین مجموعه‌هایی از آثار ادبی نروژی و خارجی قدیمی منحصر به فرد است..
 از جمله انتشارات معروف کتابخانه عمومی برگن، که در سال ۱۹۲۶م، منتشر شد؛ انتشار فهرستی از مجموعهٔ مطالب چاپ شده در برگن، قبل سال ۱۹۰۰ میلادی است. این کتابخانه، همچنین طبق وصیت نامه، آثار موسیقی، دست نوشته‌ها و نامه‌ها و کتاب‌های باقی مانده از ادوارد گریگ، که شامل حدود ۲۵۰۰۰ سند می‌شود را به عنوان یک هدیه در اختیار دارد.

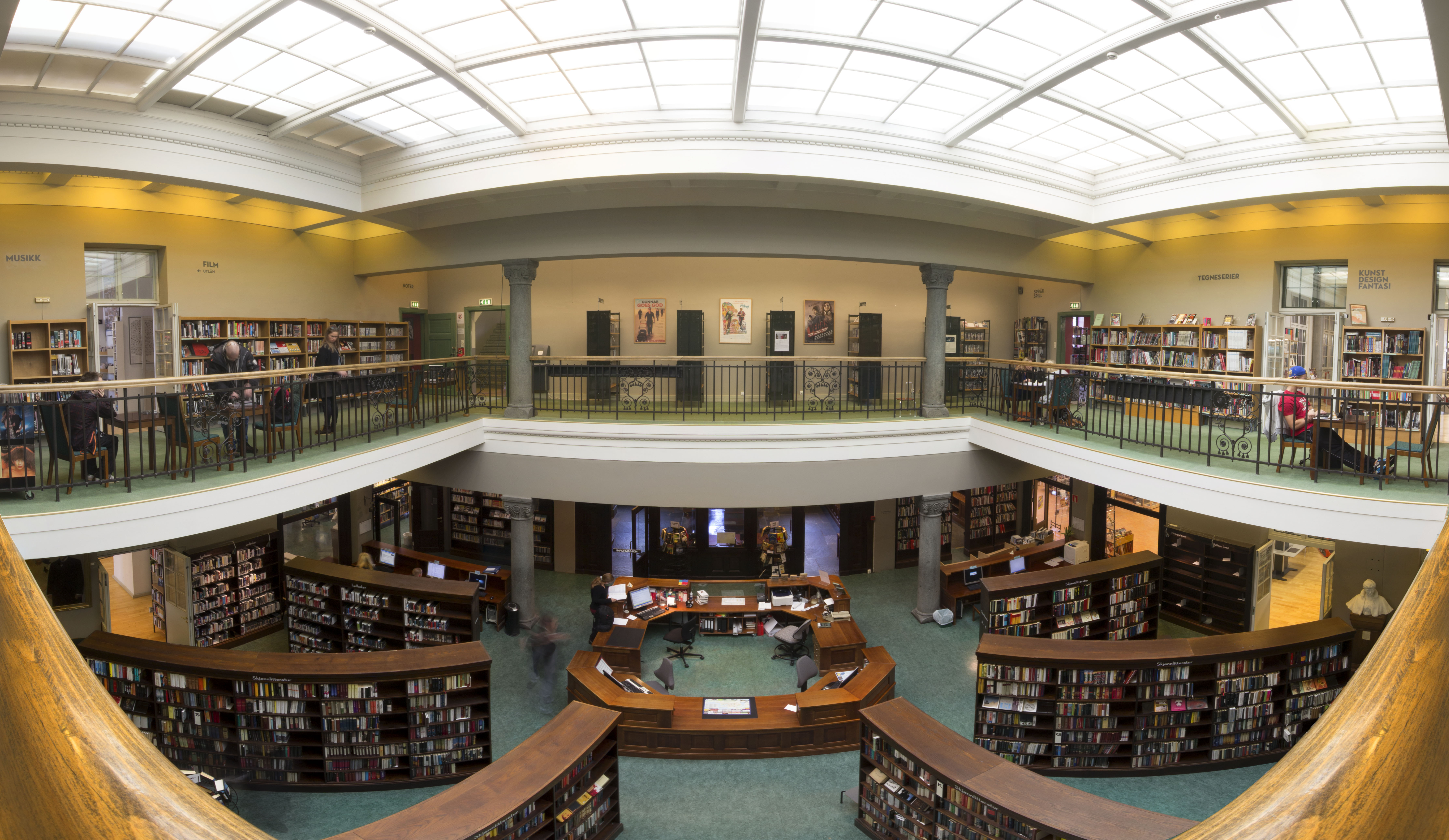
نمای داخلی مهمترین تالار کتابخانهٔ عمومی برگن

## پیشینه
کتابخانه عمومی برگن، در سال ۱۸۷۴ میلادی، با اتکاء بر مجموعه کتاب‌های پل بوتن هانسن، که به صورت خصوصی خریداری شده و به شهرداری برگن، اهداء شده بود؛ تأسیس گردید. ساختمان اصلی کتابخانه در سال ۱۹۱۷م، با کمک افراد نیکوکار بنا شده‌است. این کتاب‌خانه همچنین به خوبی از هدایای دیگری نیز بهره‌مند بوده‌است.

کتابخانه عمومی برگن، در سال ۱۹۳۷ میلادی، به عنوان اولین کتابخانه مرکزی نروژ تعیین شد. اما از سال ۱۹۸۱م، به بعد، سازمان ادارای کتابخانه استان، واحدی مستقل است. بین سال‌های ۱۹۵۹ تا ۱۹۶۴م، کتابخانه عمومی برگن، دارای یک قایق کتابخانه بود. مسئولیت اداره این قایق، بعداً به سازمان اداری استان سپرده شد. نمای خارجی و داخلی ساختمان اصلی کتابخانه عمومی برگن، از سال ۱۹۹۳م، در فهرست آثار محافظت شده قرار گرفته‌است.